# Wilhelm von Humboldt
Friedrich Wilhelm Christian Karl Ferdinand Freiherr von Humboldt (22 tháng 6 năm 1767 - 8 tháng 4 năm 1835) là một viên chức chính phủ, một nhà ngoại giao, triết học và người sáng lập Đại học Humboldt tại Berlin, ông là bạn của Goethe và đặc biệt là Schiller. Wilhelm von Humboldt được nhớ đến nhiều nhất với tư cách là một nhà ngôn ngữ học, người đã có những đóng góp to lớn tới triết học ngôn ngữ cũng như những lý thuyết về giáo dục. Đặc biệt, ông được thừa nhận rộng rãi là nhà kiến trúc sư của hệ thống giáo dục vương quốc Phổ, một hệ thống giáo dục nổi tiếng được áp dụng tại những quốc gia hàng đầu thế giới như Mỹ hay Nhật Bản.
Humboldt sinh tại Potsdam, Margraviate của Brandenburg và qua đời tại Tegel, tỉnh Brandenburg. Humboldt cũng chính là anh trai của Alexander von Humboldt, một nhà tự nhiên và khoa học lừng danh của Đức.

## Bộ trưởng giáo dục
Ở cương vị bộ trưởng giáo dục vương quốc Phổ, ông giám sát hệ thống các trường Technische Hochschulen và gymnasien. Bản kế hoạch cải tổ hệ thống trường học nước Phổ cùng luận văn dang dở có tựa "Lý thuyết giáo dục con người" (viết năm 1793) không được xuất bản mãi từ khi ông mất đến khá lâu sau. Ông viết trong tác phẩm này: "nhiệm vụ tiên quyết cho sự tốn tại của chúng ta là phải tạo điều kiện đầy đủ nhất có thể, góp vào việc nhận thức tính nhân văn trong mỗi người [...] qua kết quả hành động của mình trong đời sống. Nhiệm vụ này chỉ có thể thực hiện đầy đủ qua những quan hệ giữa bản thân ta bằng tư cách cá nhân với thế giới chung quanh." (GS, I, p. 283)

### Công trình của Humboldt
- Socrates and Plato on the Divine (orig. Sokrates und Platon über die Gottheit). 1787-1790
- Humboldt. On the Limits of State Action, first seen in 1792. Ideen zu einem Versuch, die Grenzen der Wirksamkeit des Staates zu bestimmen, page ii. Published by E. Trewendt, 1851 (German)
- Über den Geschlechtsunterschied. 1794
- Über männliche und weibliche Form. 1795
- Outline of a Comparative Anthropology (orig. Plan einer vergleichenden Anthropologie). 1797.
- The Eighteenth Century (orig. Das achtzehnte Jahrhundert). 1797.
- Ästhetische Versuche I. - Über Goethe's Hermann und Dorothea. 1799.
- Latium und Hellas (1806)
- Geschichte des Verfalls und Untergangs der griechischen Freistaaten. 1807-1808.
- Pindars "Olympische Oden". Translation from Greek, 1816.
- Aischylos' "Agamemnon". Translation from Greek, 1816.
- Über das vergleichende Sprachstudium in Beziehung auf die verschiedenen Epochen der Sprachentwicklung. 1820.
- Über die Aufgabe des Geschichtsschreibers. 1821.
- Researches into the Early Inhabitants of Spain with the help of the Basque language (orig. Prüfung der Untersuchungen über die Urbewohner Hispaniens vermittelst der vaskischen Sprache). 1821.
- Über die Entstehung der grammatischen Formen und ihren Einfluss auf die Ideenentwicklung. 1822.
- Upon Writing and its Relation to Speech (orig. Über die Buchstabenschrift und ihren Zusammenhang mit dem Sprachbau). 1824.
- Bhagavad-Gitá. 1826.
- Über den Dualis. 1827.
- On the languages of the South Seas (orig. Über die Sprache der Südseeinseln). 1828.
- On Schiller and the Path of Spiritual Development (orig. Über Schiller und den Gang seiner Geistesentwicklung). 1830.
- Rezension von Goethes Zweitem römischem Aufenthalt. 1830.
- The Heterogeneity of Language and its Influence on the Intellectual Development of Mankind (orig. Über die Verschiedenheit des menschlichen Sprachbaus und seinen Einfluss auf die geistige Entwicklung des Menschengeschlechts). 1836. New edition: On Language. On the Diversity of Human Language Construction and Its Influence on the Mental Development of the Human Species, Cambridge University Press, 2nd rev. edition 1999

### Công trình của tác giả khác
- Hegel, 1827. On The Episode of the Mahabharata Known by the Name Bhagavad-Gita by Wilhelm Von Humboldt.
- Joxe Azurmendi, Humboldt. Hizkuntza eta pentsamendua, UEU, 2007. ISBN 978-84-8438-099-3.
- Elsina Stubb, Wilhelm Von Humboldt's Philosophy of Language, Its Sources and Influence, Edwin Mellen Press, 2002
- John Roberts, German Liberalism and Wilhelm Von Humboldt: A Reassessment, Mosaic Press, 2002
- David Sorkin, Wilhelm Von Humboldt: The Theory and Practice of Self-Formation (Bildung), 1791-1810 in: Journal of the History of Ideas, Vol. 44, No. 1 (Jan. - Mar., 1983), pp. 55–73